# Polaris Music Prize
Polaris Music Prize je hudební ocenění, které je každoročně předáváno nejlepšímu kanadskému albu. Jeho udělení je založeno na umělecké hodnotě, bez ohledu na žánr, prodejích nebo nahrávací společnosti. Hudební ceny Polaris Music Prize byly založeny v roce 2006. Odměnou pro umělce bylo mimo jiné 20 000 dolarů v hotovosti, což bylo v roce 2011 navýšeno na 30 000 dolarů v hotovosti. V květnu 2015 byla odměna navýšena na 50 000 dolarů, dalších 20 000 dolarů bylo sponzorováno společností Slaight Music. Ceny na druhém místě za dalších devět aktů v užším seznamu se navíc zvýšily z 2 000 dolarů na 3 000 dolarů. Představitelé Polaris Music Prize také oznámili novou cenu, The Slaight Family Polaris Heritage Prize, kterou budou každoročně oceněna pět alb z pěti desetiletí před vydáním Polaris Music Prize v roce 2006.
Vzorem pro Polaris Music Prize byly britské/irské ceny Mercury Prize a následně inspirovala cenu the Atlantis Music Prize/Borealis Music Prize pro Newfoundland a Labrador.
Mezi sponzory Polaris v roce 2018 patří CBC, vláda Kanady, FACTOR, Ontario Media Development Corporation, Slaight Communications, Radio Starmaker Fund, SiriusXM, Stingray Music / Galaxie, The Carlu, Shure Canada, Toronto radio station Indie88, SOCAN a Re- Zvuk20. Mezi minulé sponzory patří společnosti Rogers Communications a Scion.

## Porota a udělení ocenění
Na Polaris Music Prize neexistuje žádný proces výběru nebo vstupní poplatek. Porotci vyberou pět nejlepších alb uplynulého roku podle vlastních preferencí. Hlasovací lístky obsahují tabulku, ve které album umístěné na první místo dostává pět bodů, druhé místo je oceněno čtyřmi body a tak to pokračuje dále. Seznam čtyřiceti alb je poté v polovině června veřejně vystaven. Seznam se poté vrací porotě, která nakonec znovu vybere pět nejlepších titulů.
Následuje opětovné seřazení do tabulky a výběr nejlepších deseti alb. Tento výběr je zveřejněn v polovině července. Konečný vítěz je zvolen 11člennou porotou, která se na konci září schází v Torontu, kde probíhá slavnostní předávání cen. Rozhodnutí je dokončeno během slavnostního ceremoniálu, zatímco nominované kapely hrají.  Hlavní porotci jsou vybírání tak, aby každý na seznamu měl jednoho zastánce v porotě; deset je vybráno na základě toho, že při hlasování zvolili jedno z alb z užšího výběru, zatímco zbývající pozice porotce je dána osobě, která za žádné z užších alb vůbec nehlasovala.
Porotci jsou vybíraní členy představenstva Polaris Music Prize z listu více než 200 kanadských hudebních novinářů, blogerů a moderátorů. Aby byla zajištěna nestrannost poroty, je zakázáno mít přímé finanční vztahy s některým z nominovaných umělců. Organizace je zaregistrována jako nevýdělečná organizace.
Významní porotci byli například bývalé VJ pro MuchMusic Hannas Sung a Hannah Simone, hudebního publicistu Toronto Star Bena Raynera. Porotci v roce 2018 byli Lana Gay (Indie88), Mike Bell (YYSCENE), Stuart Derdeyn (Vancouver Province), Stephen Cooke (The Chronicle Herlad), Brad Wheeler (The Globe and Mail), Alan Ranta (Exclaim!), Alan Cross (102.1 the edge), CBC Radio personalities Sandra Sperounes, Melody Lau, Lisa Christiansen, Raina Douris a Mitch Pollock, novináři v oboru hudby novin Voir Patrick Baillargeon a Olivier Boisvert-Magnen, Kimberly Cleave (APTN / Digital Drum) a Carl Wilson.
3. listopadu 2014 byl Jian Ghomeshi, zneuctěný bývalý hostitel CBC Q a hostitel prvního Polaris Gala, vyřazen ze skupiny porotců Polaris. Úředníci společnosti Polaris na toto téma neoznámili žádné oficiální oznámení.

## Vítězové v jednotlivých ročnících
| Rok  | Vítěz                                                           | Nominace & Alba |
| ---- | --------------------------------------------------------------- | --- |

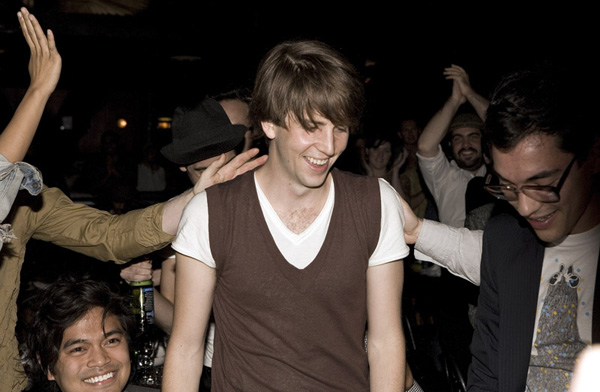
Vítězové roku 2006, Final Fantasy

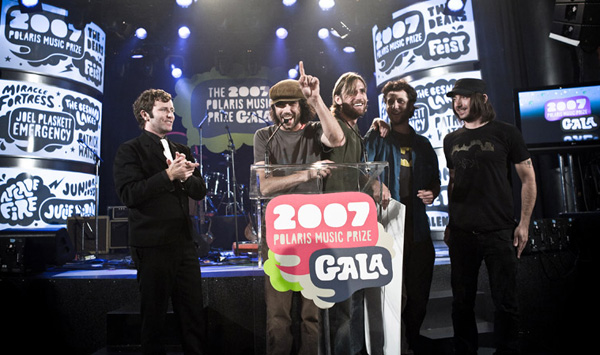
Patrick Watson na cenách Polaris Music Prize v roce 2007

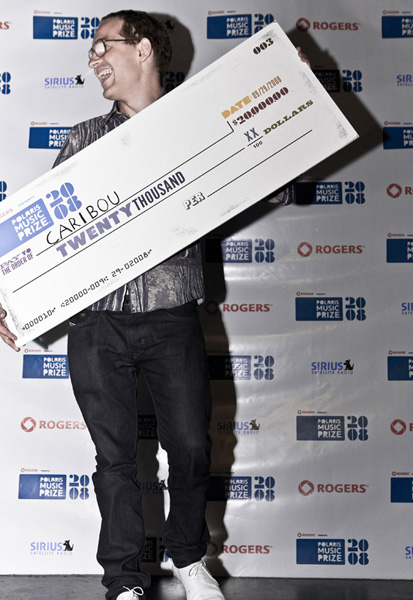
Caribou, Polaris Music Prize 2008

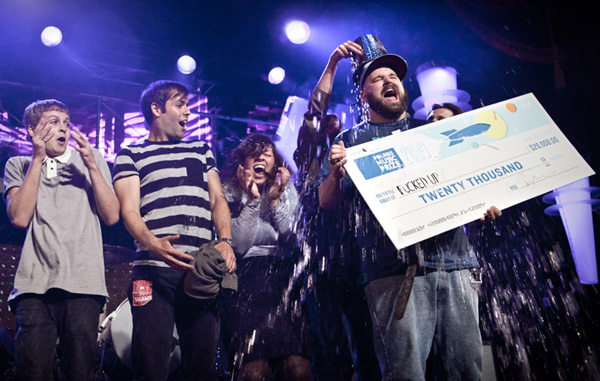
Vítězové roku 2009 Fucked Up

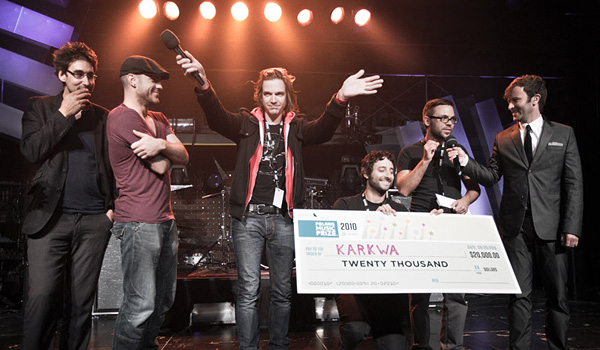
Karkwa na Polaris Music Prize, 2010

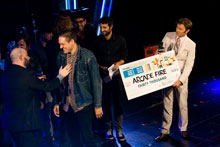
Arcade Fire

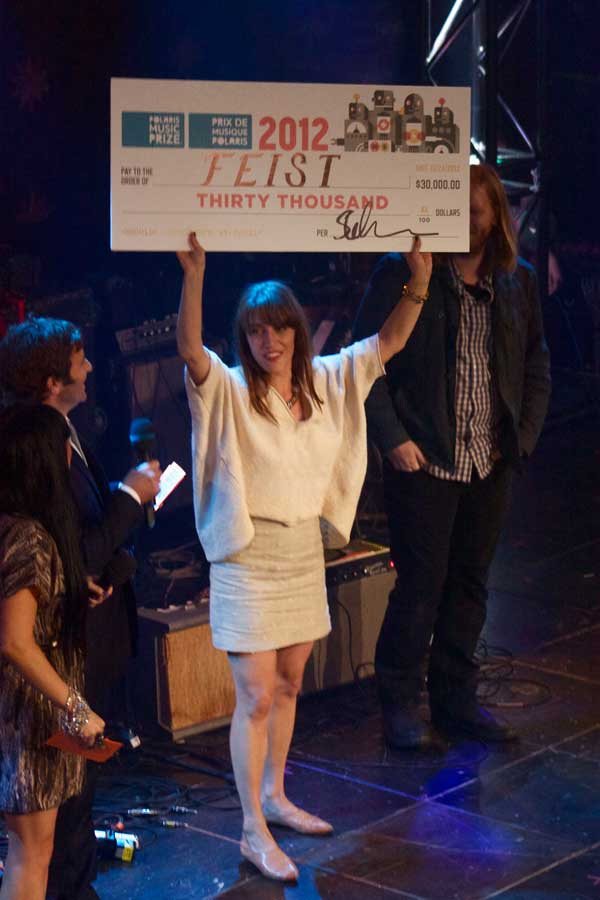
Feist na Polaris Music Prize gala v roce 2012

| 2006 | Final Fantasy – He Poos Clouds                                  | - Broken Social Scene – Broken Social Scene - Cadence Weapon – Breaking Kayfabe - The Deadly Snakes – Porcella - Sarah Harmer – I'm a Mountain - K'naan – The Dusty Foot Philosopher - Malajube – Trompe-l'oeil - Metric – Live It Out - The New Pornographers – Twin Cinema - Wolf Parade – Apologies to the Queen Mary              |
| 2007 | Patrick Watson – Close to Paradise                              | - Arcade Fire – Neon Bible - The Besnard Lakes – The Besnard Lakes Are the Dark Horse - The Dears – Gang of Losers - Julie Doiron – Woke Myself Up - Feist – The Reminder - Junior Boys – So This Is Goodbye - Miracle Fortress – Five Roses - Joel Plaskett Emergency – Ashtray Rock - Chad VanGaalen – Skelliconnection             |
| 2008 | Caribou – Andorra                                               | - Black Mountain – In the Future - Basia Bulat – Oh, My Darling - Kathleen Edwards – Asking for Flowers - Holy Fuck – LP - Plants and Animals – Parc Avenue - Shad – The Old Prince - Stars – In Our Bedroom After the War - Two Hours Traffic – Little Jabs - The Weakerthans – Reunion Tour                                         |
| 2009 | Fucked Up – The Chemistry of Common Life                        | - Elliott Brood – Mountain Meadows - Great Lake Swimmers – Lost Channels - Hey Rosetta! – Into Your Lungs (and around in your heart and on through your blood) - K'naan – Troubadour - Malajube – Labyrinthes - Metric – Fantasies - Joel Plaskett – Three - Chad VanGaalen – Soft Airplane - Patrick Watson – Wooden Arms            |
| 2010 | Karkwa – Les Chemins de verre                                   | - The Besnard Lakes – The Besnard Lakes Are the Roaring Night - Broken Social Scene – Forgiveness Rock Record - Caribou – Swim - Dan Mangan – Nice, Nice, Very Nice - Owen Pallett – Heartland - Radio Radio – Belmundo Regal - The Sadies – Darker Circles - Shad – TSOL - Tegan and Sara – Sainthood                                |
| 2011 | Arcade Fire – The Suburbs                                       | - Austra – Feel It Break - Braids – Native Speaker - Destroyer – Kaputt - Galaxie – Tigre et diésel - Hey Rosetta! – Seeds - Ron Sexsmith – Long Player Late Bloomer - Colin Stetson – New History Warfare Vol. 2: Judges - Timber Timbre – Creep On Creepin' On - The Weeknd – House of Balloons                                     |
| 2012 | Feist – Metals                                                  | - Cadence Weapon – Hope in Dirt City - Cold Specks – I Predict a Graceful Expulsion - Drake – Take Care - Kathleen Edwards – Voyageur - Fucked Up – David Comes to Life - Grimes – Visions - Handsome Furs – Sound Kapital - Japandroids – Celebration Rock - Yamantaka // Sonic Titan – YT//ST                                       |
| 2013 | Godspeed You! Black Emperor – 'Allelujah! Don't Bend! Ascend!   | - Zaki Ibrahim – Every Opposite - Metric – Synthetica - METZ – METZ - Purity Ring – Shrines - Colin Stetson – New History Warfare Vol. 3: To See More Light - Tegan and Sara – Heartthrob - A Tribe Called Red – Nation II Nation - Whitehorse – The Fate of the World Depends on This Kiss - Young Galaxy – Ultramarine              |
| 2014 | Tanya Tagaq – Animism                                           | - Arcade Fire – Reflektor - Basia Bulat – Tall Tall Shadow - Mac DeMarco – Salad Days - Drake – Nothing Was the Same - Jessy Lanza – Pull My Hair Back - Owen Pallett – In Conflict - Shad – Flying Colours - Timber Timbre – Hot Dreams - Yamantaka // Sonic Titan – UZU                                                             |
| 2015 | Buffy Sainte-Marie - Power in the Blood                         | - Alvvays – Alvvays - BadBadNotGood & Ghostface Killah – Sour Soul - Braids – Deep in the Iris - Caribou – Our Love - Jennifer Castle – Pink City - Drake – If You're Reading This It's Too Late - Tobias Jesso Jr. – Goon - The New Pornographers – Brill Bruisers - Buffy Sainte-Marie – Power in the Blood - Viet Cong – Viet Cong |
| 2016 | Kaytranada - 99,9%                                              | - Black Mountain, IV - Basia Bulat, Good Advice - Grimes, Art Angels - Carly Rae Jepsenová, E•MO•TION - Jessy Lanza, Oh No - PUP, The Dream Is Over - Andy Shauf, The Party - U.S. Girls, Half Free - White Lung, Paradise |
| 2017 | Lido Pimienta - La Papessa                                      | - A Tribe Called Red, We Are the Halluci Nation - BADBADNOTGOOD, IV - Leonard Cohen, You Want It Darker - Gord Downie, Secret Path - Feist, Pleasure - Lisa LeBlanc, Why You Wanna Leave, Runaway Queen? - Tanya Tagaq, Retribution - Leif Vollebekk, Twin Solitude - Weaves, Weaves                                                  |
| 2018 | Jeremy Dutcher - Wolastoqiyik Lintuwakonawa                     | - Alvvays, Antisocialites - Jean-Michel Blais, Dans ma main - Daniel Caesar, Freudian - Pierre Kwenders, MAKANDA at the End of Space, the Beginning of Time - Hubert Lenoir, Darlène - Partner, In Search of Lost Time - Snotty Nose Rez Kids, The Average Savage - U.S. Girls, In a Poem Unlimited - Weaves, Wide Open               |
| 2019 | Haviah Mighty - 13th Floor                                      | - Marie Davidson, Working Class Woman - Elisapie, The Ballad of the Runaway Girl - FET.NAT, Le Mal - Dominique Fils-Aimé, Stay Tuned! - Les Louanges, La nuit est une panthère - PUP, Morbid Stuff - Jessie Reyez, Being Human in Public - Shad, A Short Story About a War - Snotty Nose Rez Kids, Trapline                           |
| 2020 | Backxwash - God Has Nothing to Do With This Leave Him Out of It | - Caribou, Suddenly - Jessie Reyez, Before Love Came to Kill Us - Junia-T, Studio Monk - Kaytranada, Bubba - Lido Pimienta, Miss Colombia - Nêhiyawak, nipiy - Pantayo, Pantayo - U.S. Girls, Heavy Light - Witch Prophet, DNA Activation                                                                                             |